# PSR J0129+36
PSR J0129+36 — пульсар. Его один оборот вокруг своей оси занимает 1,089 секунд. Был открыт 9 января 2024 года группой российских астрономов во главе с Сергеем Тюльбашевым из Пущинской радиоастрономической обсерватории.